# Gabriel Camuñas Solís
Gabriel Camuñas Solís (Madrid, 18 de marzo de 1948). Estudió el bachillerato en el colegio Nuestra Señora del Pilar de Madrid. Se licenció en derecho por la Universidad Complutense de Madrid. Posteriormente realizó los cursos de Postgrado en ICADE de administración de empresas.
En 1973 entra en la Editorial Guadiana como director comercial. Año y medio después es nombrado director general. En 1976 es presidente del grupo Editorial Guadiana que abarcaba las editoriales: Guadiana, Ediciones 99 y Al-Borak.
Al mismo tiempo se ocupa de la dirección general de la revista Gentleman, revista fundada por su hermano Ignacio Camuñas, que tuvo como primer director a Don Juan Luis Cebrián. 
Preside también la revista Guadiana, revista semanal de información política. Que se distinguió por la defensa de los valores democráticos y la instauración de la democracia en España. Dicha revista fue secuestrada en varias ocasiones por la censura del régimen franquista y fue llamado a declarar ante el Tribunal de Orden Público.
En 1978 funda los Clubs de Opinión, junto a Don Alfonso Osorio, Don Rafael Pérez Escolar y Don Félix Pastor de Ridruejo.
En 1979 se presentó en el puesto número 5 de la lista de Madrid de la Federación de Partidos de la Alianza Popular.
En 1982 sale elegido diputado al Congreso por Coalición Popular encabezando la lista de Jaén.
En esa Legislatura es nombrado portavoz del Coalición Popular de las Comisiones de educación, cultura y control de radio y televisión.
En 1986 repite como diputado a las Cortes Generales por el Coalición Popular del Congreso de los Diputados, donde participó activamente como portavoz de dicho grupo en la ley de la televisión privada y en la de los terceros canales autonómicos. Es igualmente elegido como miembro del comité ejecutivo nacional del Coalición Popular  por el procedimiento de listas abiertas, así como vicepresidente nacional por la Federación de Partidos de la Alianza Popular.
En 1990, tras discrepar por la falta de democracia dentro del partido, abandona el Partido Popular.
En el mundo empresarial destaca su vocación por los temas inmobiliarios y de construcción. A lo largo de su carrera ha sido también miembro del consejo de administración de compañías de seguros.
Es articulista asiduo de los diarios ABC, El Pais y El Mundo, donde público diversos artículos sobre política nacional. 
Está en posesión de la Gran Cruz de la Orden de San Lázaro de Jerusalén.